# Home Network
Home Network est une chaîne de télévision canadienne spécialisée de catégorie A diffusant des émissions de décoration, et de rénovation de maison et de jardin. Elle a été lancée le 17 octobre 1997 et appartient à Corus Entertainment.
Jusqu'au 30 décembre 2024, il s'agissait d'une déclinaison de la chaîne américaine HGTV.

## Histoire
La chaîne de langue anglaise a été lancée en tant que HGTV Canada le 17 octobre 1997 sous une licence de chaîne spécialisée attribuée à Your Channel Television Inc., contrôlée par Atlantis qui est propriétaire en partie. L'année suivante, Atlantis fusionne avec Alliance afin de former Alliance Atlantis. Elle diffuse indépendamment de sa version américaine, et produit des émissions afin de remplir ses conditions de licence de contenu canadien.
Après avoir acheté par Canwest en janvier 2008, elle appartient à la compagnie Shaw Media depuis octobre 2010.
Une version haute définition a été lancé le 31 janvier 2011.
Depuis le 1er avril 2016, Shaw Media appartient désormais à Corus Entertainment.
En juin 2024, Warner Bros. Discovery met fin à son entente commerciale avec Corus à la fin 2024, ayant signé un contrat lucratif avec Rogers. La chaîne change de nom pour Home Network dès le 30 décembre 2024. Rogers lancera sa version de HGTV deux jours plus tard, le 1er janvier 2025, dont seuls Rogers et Shaw Direct offriront au lancement.

## Programmation
En plus de l'acquisition des émissions américaines, britanniques et australiennes, la chaîne produit aussi des émissions originales.

## Identité visuelle (logo)

Logo de HGTV Canada de 1997 à 2012
Logo de HGTV Canada de 2012 à 2015
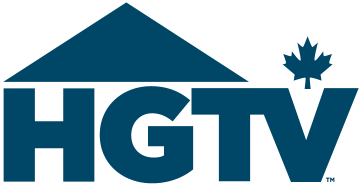
Logo de HGTV Canada de 2015 à 2024